# Olavtoppen
Olavtoppen (též Olav Peak, 780 m n. m.) je hora na Bouvetově ostrově v jižním Atlantiku. Nachází se v centrální části ostrova jižně od mysu Kapp Valdivia. Jedná se o nejvyšší bod ostrova i celé stejnojmenné norské dependence. Hora je, stejně jako ostrov, vulkanického původu.